# Primeiro-ministro de Artsaque
O primeiro-ministro de Artsaque era o chefe de governo de Artsaque. Artsaque é uma república presidencialista. O poder executivo pertence ao presidente, sendo que este tinha o poder de nomear e demitir o primeiro-ministro. O primeiro-ministro era apontado pelo presidente e seguidamente aprovado pela Assembleia Nacional. Ao primeiro-ministro competia a supervisão das atividades regulares do governo e a coordenação do trabalho dos ministros. No caso de ausência deste ou caso esteja incapacitado, o primeiro-ministro era substituído no cargo pelo primeiro-ministro-adjunto.
O cargo de primeiro-ministro foi abolido após um referendo realizado em 2017, no qual a maioria dos votantes decidiu tornar Artsaque num sistema presidencialista.

## Lista de primeiros-ministros de Artsaque (1992–2017)[7]
| Nº | Nome                | Retrato | Início do mandato      | Fim do mandato         | Partido      |
| -- | ------------------- | ------- | ---------------------- | ---------------------- | ------------ |
| 1  | Oleg Yesayan        |         | 8 de janeiro de 1992   | agosto de 1992         | (Nenhum)     |
| 2  | Robert Kocharian    |         | agosto de 1992         | dezembro de 1994       | (Nenhum)     |
| 3  | Leonard Petrosyan   |         | dezembro de 1994       | junho de 1998          | (Nenhum)     |
| 4  | Zhirayr Poghosyan   |         | junho de 1998          | 24 de junho de 1999    | (Nenhum)     |
| 5  | Anushavan Danielyan |         | 30 de junho de 1999    | 12 de setembro de 2007 | (Nenhum)     |
| 6  | Arayik Harutyunyan  |         | 14 de setembro de 2007 | 7 de setembro de 2017  | Pátria Livre |